# Iphigenie auf Tauris

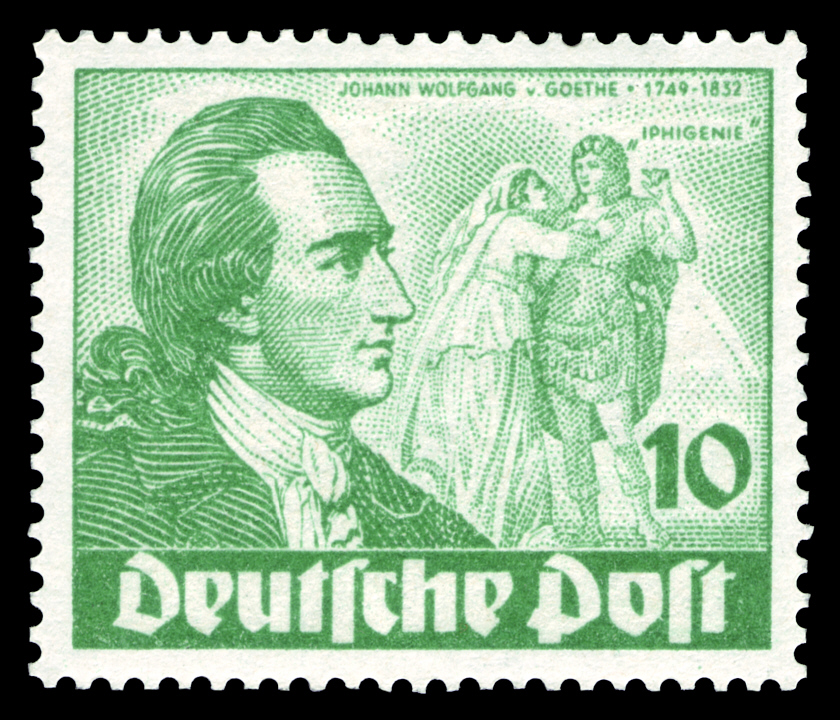
Iphigenie auf Tauris mit Goethe-Portrait nach Georg Oswald May auf einer Briefmarke von 1949

Iphigenie auf Tauris ist ein Schauspiel von Johann Wolfgang von Goethe nach  Euripides’ Iphigenie bei den Taurern. 1779 schrieb Goethe eine Prosafassung, die er während seiner Italienreise ab 1786 in ein Versdrama umformte.
Den Titel wählte Goethe in falscher Analogie zur latinisierten Version des Titels der Euripidestragödie Iphigenia in Taurīs (altgriechisch Ἰφιγένεια ἐν Ταύροις Iphigéneia en Taúrois, deutsch „Iphigenie bei den Taurern“). Der griechische Originaltitel bezieht sich auf das mythische barbarische Volk der Taurer, der deutsche Titel evoziert eine Landschaft namens Tauris, die gemeinhin mit der Krim gleichgesetzt wird.

## Hintergrund
Der Halbgott Tantalus war einst bei den Göttern wegen seiner Klugheit beliebt und wurde zu ihnen eingeladen. Er feierte mit ihnen, wurde jedoch schnell übermütig, prahlte und stahl den Göttern Nektar und Ambrosia, welches ihnen Unsterblichkeit verlieh. Bei einer Gegeneinladung setzte Tantalus den Göttern seinen eigenen Sohn, Pelops, als Mahl vor, um ihre Allwissenheit auf die Probe zu stellen. Die Götter bemerkten den Betrug jedoch, verstießen Tantalus aus ihrer Gemeinschaft in den Tartaros zu ewiger Qual und verfluchten seine Familie. Unter den folgenden Generationen der Tantaliden kam es dadurch zu innerfamiliären Morden aus Rache und Hass.
So sollte Agamemnon, ein Heerführer und Urenkel des Tantalus, der Göttin Diana/Artemis (römisch/griechisch) seine älteste Tochter Iphigenie opfern, um die von der Göttin bewirkte Windstille zu überwinden, die ihn an der Seefahrt von Aulis zum Krieg gegen Troja hinderte. Diana entführte Iphigenie jedoch auf die Insel Tauris und machte sie dort zu ihrer Priesterin. Im Glauben, Iphigenie sei tatsächlich tot, ermordete deren Mutter Klytämnestra mit Hilfe ihres Liebhabers Ägisth ihren Ehemann Agamemnon, der ihr gemeinsames Kind augenscheinlich hatte töten lassen. Die verbliebenen Geschwister Iphigenies, Orest und Elektra, hegten wegen des Mordes an ihrem Vater einen Groll gegen die Mutter. Schließlich ermordete Orest seine Mutter mit Elektras Hilfe. Auch er wurde damit unrein und verfiel dem Fluch. Er flüchtete vor dem drohenden Schicksal, nun selbst der Rache anheimzufallen und wegen seiner Untat getötet zu werden. Apollons Orakel verwies ihn nach Tauris, von wo er „die Schwester“ holen solle: Dies sei die einzige Möglichkeit, den Fluch zu lösen. Da Orest seine Schwester Iphigenie für tot hielt, glaubte er, es würde von Apollons Zwillingsschwester, der Göttin Diana, sprechen. Deren Statue wollte er deshalb aus dem taurischen Tempel rauben. So landete er auf seiner Flucht zusammen mit seinem alten Freund Pylades an der Küste von Tauris.

## Handlung

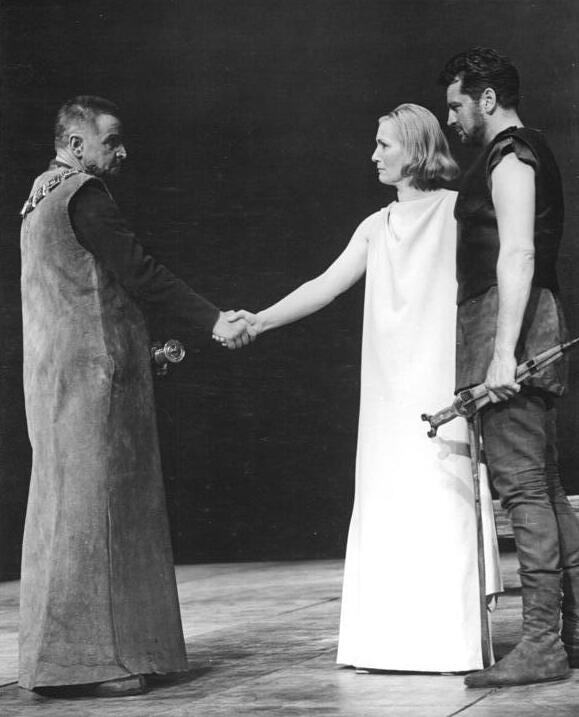
Am 4. Oktober 1963 fand im Deutschen Theater die Premiere von „Iphigenie auf Tauris“ von Johann Wolfgang von Goethe unter der Regie von Wolfgang Langhoff statt. Das Szenenbild zeigt Wolfgang Langhoff als Thoas (links), Inge Keller als Iphigenie und Horst Drinda als Orest.

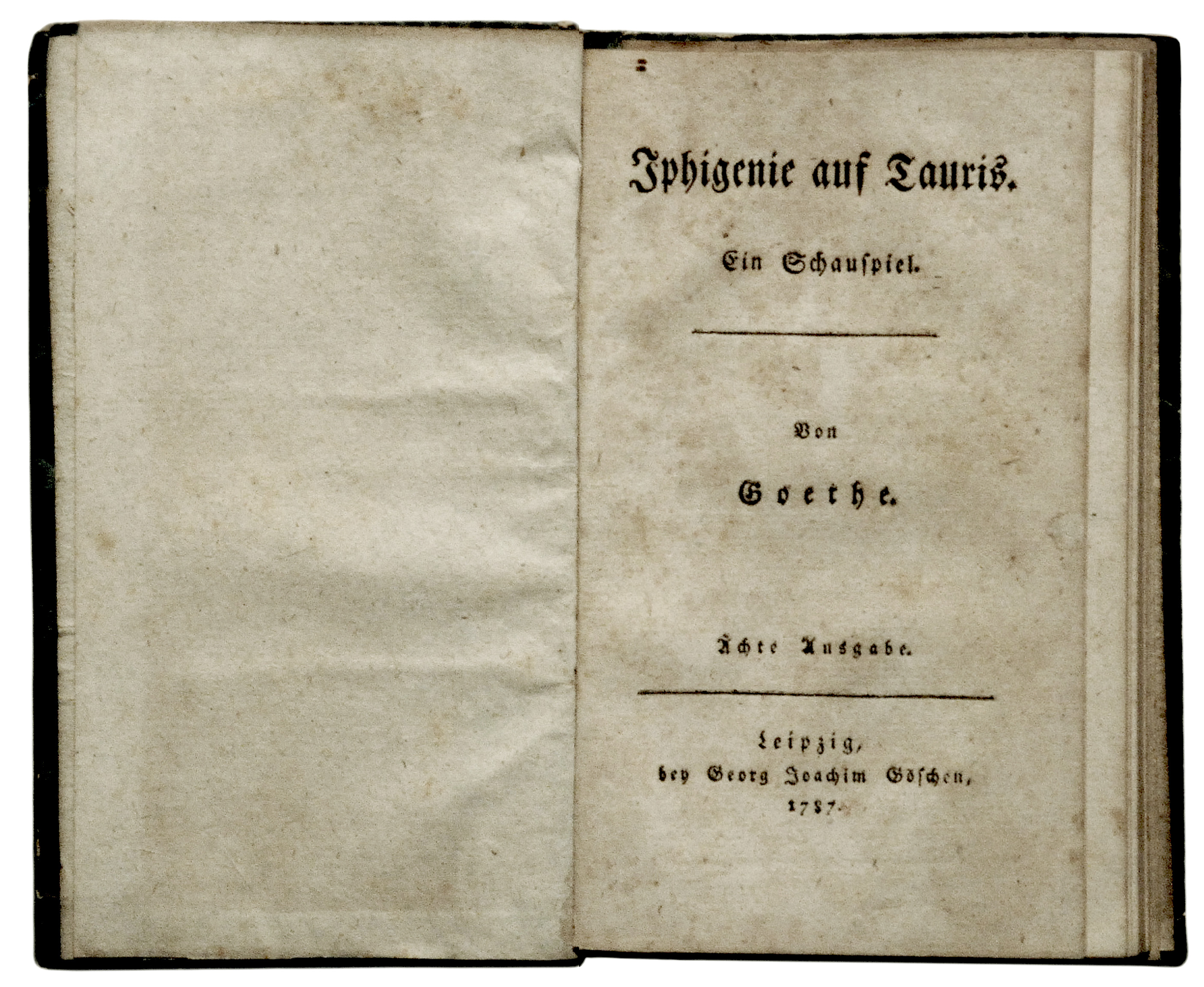
Titelblatt der Erstausgabe

### 1. Aufzug
Monolog von Iphigenie
1. Auftritt: Seit Diana Iphigenie vor dem Tod gerettet hat, dient Iphigenie ihr auf Tauris als Priesterin. Obwohl sie der Göttin dankbar und bei König Thoas und dessen Volk hoch angesehen ist, sehnt sie sich immer mehr zurück nach ihrer Heimat:
Und an dem Ufer steh ich lange Tage,
das Land der Griechen mit der Seele suchend … (V. 11)
Sie beklagt sich auch über ihr eingeschränktes Leben als Frau, das nicht selbstbestimmt, sondern passiv und schicksalhaft mit dem eines (Ehe)Mannes verknüpft ist:
Der Frauen Zustand ist beklagenswert.
[…]
Wie eng gebunden ist des Weibes Glück! (V. 24 + 29).
Sie fleht Diana an, sie wieder mit ihrer Familie zu vereinen:
Und rette mich, die du vom Tod errettet,
Auch von dem Leben hier, dem zweiten Tode! (V. 52)
2. Auftritt: Arkas, der Vertraute von Thoas, des Königs von Tauris, kündigt dessen Erscheinen an. Iphigenie gesteht ihm ihr Heimweh. Arkas erinnert sie daran, wie viel Gutes sie auf Tauris getan hat, zum Beispiel den Brauch beendet zu haben, jeden Fremden an Dianas Altar zu opfern. Er erklärt, dass der König um ihre Hand werben werde, und rät ihr, zuzusagen. Iphigenie lehnt dies ab: Diese Hochzeit würde sie auf immer an Tauris binden.
3. Auftritt: Thoas bringt seine Werbung vor. Iphigenie begründet ihr Nein mit ihrer Sehnsucht nach Griechenland und müht sich, andere stichhaltige Gründe anzuführen, so den, dass auf ihrer Familie ein Fluch laste. Dieser verurteile die Nachkommen des Tantalus, einander umzubringen, wofür sie zahlreiche Beispiele aufführt. Thoas lässt nicht ab, aber Iphigenie beruft sich nun auf Diana:
Hat nicht die Göttin, die mich rettete,
Allein das Recht auf mein geweihtes Leben? (V. 438 f.)
Sie nimmt in diesem Moment ganz und gar die Rolle der Priesterin ein. Doch Thoas droht damit, dass er die alten Menschenopfer, denen sie vorstehen müsste, wieder einführen werde, bevor sie gehe.
4. Auftritt: Iphigenie betet zu Diana und sagt ihr, dass sie auf die Güte und Gerechtigkeit der Götter vertraue; sie bittet die Göttin, ihr zu ersparen, unschuldige Opfer bringen zu müssen.

### 2. Aufzug
1. Auftritt: Iphigenies Bruder Orest und sein Freund und Cousin Pylades treffen ein, und die Zuschauer erfahren, dass sie einem Orakel des Gottes Apollon folgen. Denn der Vaterrächer und daher Muttermörder Orest wird seit seinem Mord von den unerbittlichen Furien verfolgt; deshalb flehte er Apollon an, ihn von deren Rache zu befreien. Apollon antwortete ihm durch sein delphisches Orakel, dass er „die Schwester“ nach Griechenland zurückbringen solle und dass seine Schuld damit getilgt sei. Im Glauben, es sei die Schwester Apollons gemeint, sind die beiden Männer deswegen nach Tauris aufgebrochen, um das Bildnis der Göttin Diana aus deren Tempel zu stehlen. Sie werden aber von Soldaten des Königs entdeckt und gefangen genommen. Orest ist verzweifelt und hat Angst, denn auf Tauris leben Barbaren, die den Göttern Menschenopfer darbringen. Pylades muntert ihn auf und erzählt ihm von der gütigen Priesterin, die Gefangene nicht tötet. Trotzdem fühlt sich Orest der Mission nicht gewachsen und ist ohne Hoffnung.
2. Auftritt: Iphigenie spricht zunächst mit Pylades, der sich selbst, um seine Identität nicht zu offenbaren, als Cephalus und Orest als Laodamas vorstellt und behauptet, dass die beiden Geschwister seien und Orest Brudermord begangen habe. Iphigenie erkundigt sich über das Schicksal der Griechen beim Trojanischen Krieg und Pylades berichtet ihr den Fall Trojas und den Untergang vieler griechischer Helden. Seine Berichte verstärken ihr Heimweh und sie hofft, ihren Vater Agamemnon bald wiederzusehen. Doch Pylades erzählt auch vom Mord an Agamemnon, der von seiner Frau Klytämnestra und deren Geliebten Ägisth begangen wurde. Iphigenie ist bestürzt und geht, während Pylades daraus die Vermutung einer ehemals direkten Verbindung Iphigeniens mit dem ermordeten König anstellt.

### 3. Aufzug
1. Auftritt: Iphigenie verspricht Orest, dessen Namen sie immer noch nicht kennt, alles zu tun, damit er und Pylades nicht der Diana geopfert werden. Sie fragt dann nach den Kindern Agamemnons (ihren Geschwistern). Orest berichtet ihr von der Ermordung Klytämnestras durch Orest, der von Elektra aufgestachelt worden sei, und offenbart seine wahre Identität, da er Iphigenies Leiden nach dieser Nachricht nicht erträgt: Zwischen uns sei Wahrheit: Ich bin Orest. (V. 1080f.). Hier entscheidet sich Orest für den Weg der Ehrlichkeit, anders als Pylades, der List und Lüge notfalls für geboten hält. Iphigenie ist froh, ihren Bruder wiedergefunden zu haben, und gibt sich ebenfalls zu erkennen. Orest will jedoch immer noch sterben, um den Furien zu entrinnen; Iphigenie und Pylades sollen sich alleine retten. Er verschweigt jedoch den Orakelspruch. Am Ende des Auftritts sinkt er bewusstlos nieder.
2. Auftritt: Orest hat die so genannte „Hadesvision“. Darin sieht er die bereits verstorbenen Tantaliden glücklich in der Unterwelt versöhnt.
3. Auftritt: Orest glaubt zunächst immer noch im Hades zu sein und denkt, dass auch Iphigenie und Pylades in die Unterwelt hinabgestiegen sind. Für seinen Freund fühlt er aufrichtiges Bedauern, was an sich ungewöhnlich für einen Tantaliden ist. Er wünscht sich jedoch noch seine Schwester Elektra in die Unterwelt, um so den Tantalidenfluch zu lösen. Darauf treten Iphigenie und Pylades an ihn heran, um ihn zu heilen. In einem Gebet dankt Iphigenie der Diana und bittet um die Erlösung Orests von den Banden des Fluches. Pylades spricht in klaren rationalen Worten zu ihm und versucht ihn dadurch zu heilen. Als Orest dann endgültig aus seiner Vision erwacht (Es löset sich der Fluch, mir sagt’s das Herz, V. 1358), schließt er Iphigenie in seine Arme, dankt den Göttern und bringt seine neue Tatkraft zum Ausdruck. Pylades erinnert die beiden an die Eile, die in der gefährlichen Situation geboten ist, und treibt die beiden zu schnelle[m] Rat und Schluss (V. 1368) an.

### 4. Aufzug
Während Pylades die Flucht mit Orest und Iphigenie plant, bewegt Iphigenie ein anscheinend unlösbares Dilemma: Eine Flucht ließe sich realisieren, aber es fällt ihr schwer, den König zu hintergehen. Pylades führt ihr vor Augen, sie müsse nur dann ein schlechtes Gewissen haben, wenn Orest und er umgebracht würden. Dennoch ist sich Iphigenie unsicher, ob sie sich für die Wahrheit oder die Lüge entscheiden soll.
Arkas bringt die Botschaft, dass sie das Opfer der Schiffbrüchigen beschleunigen solle, der König sei ungeduldig. Iphigenie hält ihn hin: Sie müsse erst den – vermeintlich immer noch wirren – Orest heilen und die durch ihn befleckte Statue der Diana am Ufer waschen. Sie beginnt an dem Fluchtplan zu verzweifeln: Im Lied der Parzen (V. 1726–1766) erinnert sie an die gnadenlose Rache der Götter. Sie dichtet allerdings noch eine Strophe dazu, mit der sie andeuten könnte, dass sie dem Parzenlied nicht zustimmt. Das Parzenlied wurde mehrfach vertont, so von Johann Friedrich Reichardt und von Johannes Brahms.

### 5. Aufzug
Iphigenie beschließt, sich an Thoas zu wenden, ihm wahrheitsgemäß den Fluchtplan zu eröffnen und an seine Humanität zu appellieren. Anfangs reagiert dieser erzürnt, dann richtet sich sein Zorn jedoch auf sich selbst, da er ihr Handeln auf seine Einwirkung zurückführt. Dieses Gefühl mildert sich weiter, als ihm die Priesterin offenbart, dass Orest ihr Bruder ist. Thoas fürchtet jedoch nunmehr in dem Muttermörder den Verbrecher. Die nächste Szene muss ihn noch weiter erzürnen, denn nun möchte Orest die Flucht gewaltsam erzwingen. Iphigenie führt jedoch alle zur Besinnung zurück. Der König wird von ihr an sein früheres Versprechen erinnert, sie freizulassen: „Wenn du nach Hause Rückkehr hoffen kannst, so sprech ich dich von aller Fordrung los“ (1. Aufzug, 3. Auftritt). Daraufhin lässt Thoas schließlich Iphigenie, Orest und Pylades gehen und gestattet ihnen, nach Griechenland zurückzukehren.
Auch der Orakelspruch findet nun seine richtige Deutung: Es ist Iphigenie, also die Priesterin selbst, die Apollon mit „Schwester“ gemeint hat und die Orest nach Griechenland bringen sollte, und nicht die Statue, wie vorher vermutet.

## Entstehung
Goethe befasste sich vermutlich schon 1776 mit dem Iphigenie-Stoff. Als der Weimarer Hof Anfang 1779 anlässlich des ersten Kirchganges von Herzogin Luise nach der Geburt ihrer Tochter ein Drama mit weiblicher Hauptfigur forderte, schrieb er die Prosafassung des Stückes innerhalb weniger Wochen nieder. Die Arbeiten begannen am 8. Februar und der Autor beschäftigte sich während nachfolgender Dienstreisen regelmäßig mit dem Werk. Am 13. März las er dem Herzog und Karl Ludwig von Knebel die ersten drei Akte vor, der vierte entstand sechs Tage später am Schwalbenstein bei Manebach. Am 28. März lag das Werk vollständig vor und fand kurz darauf im Hauptmannschen Hause seine Uraufführung. Goethe selbst gab darin den Orest, Corona Schröter die Titelfigur, Knebel den Thoas und Friedrich Ferdinand Constantin von Sachsen-Weimar-Eisenach den Pylades.
Bereits 1780/81 ging Goethe daran, die Sprache des Stückes harmonischer zu gestalten. 1786 versuchte er sich erstmals an der Umformung in Blankverse, wobei ihn Christoph Martin Wieland und Johann Gottfried Herder unterstützten. Erst in Rom gelang jedoch Ende Dezember 1786 die vollständige sprachliche Umarbeitung des Dramas, der Inhalt blieb hingegen unangetastet. Am 13. Januar 1787 schickte Goethe eine Abschrift an Herder mit der Bitte, einige Stellen auszuformulieren und sich darüber auch mit Charlotte von Stein zu besprechen. Im selben Jahr erschien das Drama im dritten Band von Goethes Werkausgabe. Wahrscheinlich plante er während der Änderungen auch eine Weiterführung der Geschichte unter dem Titel Iphigenie auf Delphos. 
Eine von Friedrich Schiller bearbeitete Version wurde am 15. Mai 1802 erstmals auf die Bühne gebracht. Obwohl die Fassung mehrmals inszeniert wurde, ist sie nicht erhalten.

## Charakterisierung der Hauptfigur

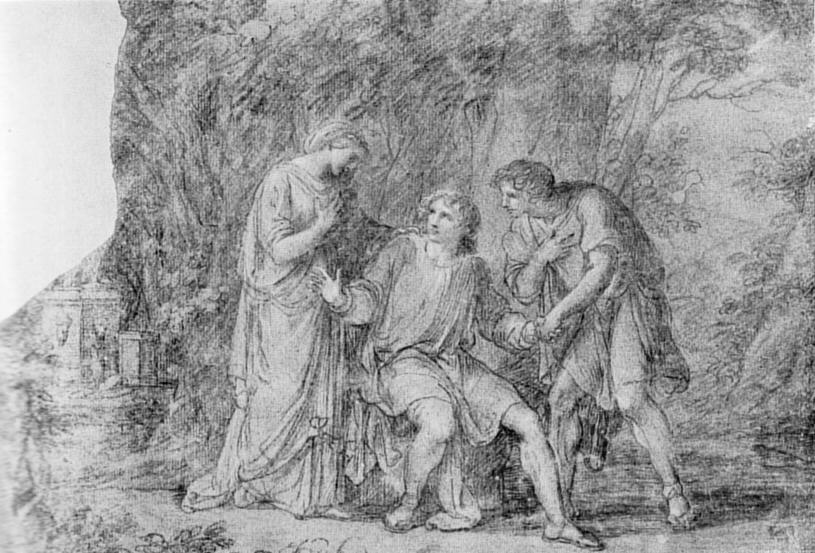
Szene aus Goethes Iphigenie von Angelika Kauffmann

Iphigenie hat eine klassische Wahl zwischen Pflicht und Neigung zu treffen: Viele und wichtige göttliche und menschliche Pflichten binden sie an ihre taurischen Aufgaben, aber ihr ganzes Herz will fort. In diesem Konflikt muss sie sich bewähren.
Sie wird als idealer Mensch charakterisiert. Ihre Haupteigenschaften sind vor allem Frömmigkeit, Verantwortungsbewusstsein und Redlichkeit.
Sie ist somit eine typische Vertreterin und Heldin des klassischen Humanitätsideals. Am Anfang erscheint ihr Schicksal als Determination. Dass sie selbst und nicht ein „deus ex machina“ den Konflikt löst, spricht für die geistige Stärke des Menschen, aber auch für die Forderung nach Emanzipation der Geschlechter.
Die Dilemmata zwischen den Pflichten gegenüber anderen und sich selbst spiegeln sich vor allem in der Titelheldin: das Abwägen zwischen ihrer Menschenfreundlichkeit und der Pflichterfüllung als Priesterin, zudem ein Konflikt zwischen der Liebe zu ihrem Bruder und dem Auftrag, ihn zu töten, und der Antagonismus ihrer Gefühle zwischen ihrer Sehnsucht nach der Heimat und ihrer unbedingten Wahrheitsliebe.
Letztlich verkörpert sie das Ideal der Klassik: Das richtige Verhalten erfordere kein besonderes Räsonieren. Allein die innere Verpflichtung zu Menschlichkeit und Wahrheit weisen in diesem Seelendrama den Weg.
Eine wichtige Rolle spielt auch Iphigenies Einstellung zu den Göttern. Diese sieht sie jenseits der menschlichen Fassungskraft, kritisiert deren Verhalten jedoch, indem sie das Götterurteil und dessen Folge (Tantalidenfluch) als zu streng beurteilt, da es über das ganze Geschlecht verhängt wurde. Dennoch ist Iphigenie davon überzeugt, dass bei den Göttern Liebe und Güte vorherrsche und der Fluch durch die Vermittlung einer reinen Existenz wieder aufgehoben werden könne. Auf diese Weise stellt sie dem antiken Denken (der Mensch in göttlicher Gewalt) das moderne (die Autonomie des Menschen) gegenüber.

## Merkmale des klassischen Dramas inIphigenie auf Tauris
Iphigenie auf Tauris behandelt zum einen ein antikes Thema und spiegelt zum anderen das Menschenideal der Weimarer Klassik wider. So zeigt das Handeln der Protagonistin Iphigenie eine Harmonie zwischen Pflicht und Neigung, was in der Weimarer Klassik die Idealisierung eines Menschen bedeutet. Das Drama thematisiert zudem den inneren Kampf Iphigenies, bei dem zuletzt ebendiese Harmonie zu einer Humanisierung der Menschheit führt.
Auch weist die Form des Dramas eindeutig klassische Elemente auf, wie zum Beispiel Einheit in Ort und Zeit oder eine einsträngige, klar nachvollziehbare Handlung. Somit besitzt Goethes Iphigenie auf Tauris die für die Klassik typische geschlossene Dramenform. Goethe setzt auf ein stark reduziertes Figurenensemble in seinem Drama; es gibt nur fünf Figuren, die auftreten.
Neben der strengen Orientierung an der geschlossenen Form des antiken Dramas nach Aristoteles und der Vorbildlichkeit der griechisch-römischen Mythologie, sind folgende Merkmale typisch für das klassische Drama: Die Figuren verkörpern weniger Individuen als Ideen. Ziel ist die Darstellung überzeitlicher, allgemeinmenschlicher Gesetze. Es fehlen nämlich z. B. spontane Ausrufe, emotionale Ausbrüche, die individuelle Gefühle ausdrücken. Ferner löst der sittliche Mensch konkrete politisch-soziale Konflikte allein durch seine Humanität, die als erlösendes Prinzip dargestellt und Bestandteil einer ethisch-religiösen fundierten Ordnung ist.
Iphigenie auf Tauris ist ein typisches Beispiel für ein klassisches Drama, weil es das Humanitätsideal mehr als alle anderen Werke hervorhebt.
Goethe sagt selbst, dass Iphigenie auf Tauris „verteufelt human“ und für ein Publikum wenig ansprechend sei. Daher ließ Goethe seinen Zeitgenossen Friedrich Schiller am 15. Mai 1802 eine bearbeitete Bühnenfassung aufführen. Goethe beschreibt den Kommentar seines römischen Gastgebers Johann Heinrich Wilhelm Tischbein, nach einer Lesung der Versfassung durch den Autor: „Tischbein, dem auch diese fast gänzliche Entäußerung der Leidenschaft kaum zu Sinne wollte, brachte ein artiges Gleichnis oder Symbol zum Vorschein. Er verglich es einem Opfer, dessen Rauch, von einem sanften Luftdruck niedergehalten, an der Erde hinzieht, indessen die Flamme freier nach der Höhe zu gewinnen sucht. Er zeichnete dies sehr hübsch und bedeutend.“

## Sprachliche Gestaltung und Form
Versmaß: Goethe bearbeitete die Iphigenie mehrmals. Die erste Fassung, in der Zeit vom 14. Februar bis zum 28. März 1779 entstanden, war, typisch für den Sturm und Drang, noch in Prosa abgefasst. 1780 übertrug Goethe diese dann in Blankverse, ein Metrum, das, vor allem von Gotthold Ephraim Lessing im deutschen Drama etabliert, zur damaligen Zeit als besonders rein, natürlich, ästhetisch und vorbildhaft empfunden wurde. Damit jedoch bald unzufrieden, stellte Goethe 1781 zunächst die Prosaversion wieder her, bevor er 1786 schließlich die Fassung in fünfhebigen Jamben schuf, die seitdem als Standardfassung gilt. Diese strengere metrische Form ist auf Goethes künstlerische Erfahrungen während seiner Italienreise zurückzuführen. Er selbst schreibt dazu in seiner Italienischen Reise (am 6. Januar 1787): „Iphigenia in Jamben zu übersetzen, hätte ich nie gewagt, wäre mir in Moritzens Prosodie nicht ein Leitstern erschienen“. 
Goethe verwendet als Versfuß streng alternierende Jamben (unbetont, betont), was dem Schauspiel einen besonders erhabenen Charakter verleiht. Im Unterschied zu dem nach dem Vorbild Shakespeares in der Sturm-und-Drang Periode häufig benutzten Blankvers, bei dem zwischen zwei betonten Silben an Stelle einer unbetonten Silbe auch zwei unbetonte Silben erlaubt sind, kommt in der Iphigenie auf Tauris nur der strenge Wechsel von betonter und unbetonter Silbe vor. Die Kadenzen sind unregelmäßig betont oder unbetont, auch erinnern die überaus häufigen Enjambements noch an die ursprüngliche Prosafassung. Auf diese Weise ist es Goethe möglich, komplexere Gedanken in längere Sätze zu fassen. Allerdings wird der ansonsten durchgängige Jambus in einem Satz des Dramas durch einen Trochäus (betont, unbetont) abgelöst, was den Wandel der Iphigenie auch auf textgestalterischer Ebene darstellt.
Wortschatz: In Goethes Wortschatz fallen verallgemeinernde Begriffe, sentenzenhaften Prägungen und Oxymora auf.
Syntax: Überwiegend mutet Goethe seinem Theaterpublikum einen sehr komplexen hypotaktischen Satzbau zu, der geeignet ist, die inneren Bewegungen der handelnden Personen angemessen darzustellen.
Stichomythien: Ein durch rasche, schlagende Wortwechsel argumentativ gehaltenes Streitgespräch zeugt von hohem geistigen Niveau und dem hohen Reflexionsgrad der einzelnen Personen.

## Zitate
Kann uns zum Vaterland die Fremde werden? (Iphigenie, I, 2)
Ein unnütz Leben ist ein früher Tod. (Iphigenie, I, 2)
Du sprichst ein großes Wort gelassen aus. (Thoas, I, 3)
Man spricht vergebens viel, um zu versagen; der andere hört von allem nur das Nein.
(Thoas, I, 3)
Thoas: Du glaubst, es höre der rohe Skythe, der Barbar, die Stimme der Wahrheit und der Menschlichkeit […]?
Iphigenie: Es hört sie jeder, geboren unter jedem Himmel, dem des Lebens Quelle durch den Busen rein und ungehindert fließt.
(Thoas, Iphigenie, V, 3)

## Hörspielfassungen
- 1926: Iphigenie auf Tauris – Produzent: Ostmarken Rundfunk AG (Königsberg) – Regie: Nicht angegeben, mit Viktoria Strauß, Michael Pichon, Robert Bürkner, Hans Frommann und Robert Marlitz
- 1945: Iphigenie – Produzent: Berliner Rundfunk; Regie und Sprecher nicht bekannt
- 1946: Iphigenie auf Tauris – Produzent: BR; Regie: Helmut Brennicke, mit Angela von Courten, Hans Christian Blech, Benno Sterzenbach, Willy Rösner und Ernst Schlott
- 1949: Iphigenie auf Tauris – Produzent: Mitteldeutscher Rundfunk (1946–1952); Regie: Carl Nagel, mit Gerhild Weber, Ludwig Anschütz, Maximilian Larsen, Wolf Kaiser und Walter Stickan
- 1949: Iphigenie auf Tauris – Produzent: ORF; Regie: Leopold Lindtberg, mit Maria Becker, Ewald Balser, Will Quadflieg, Robert Freytag und Fritz Delius
- 1954: Iphigenie auf Tauris – Produzent: NWDR Hamburg; Regie: Gustav Burmester, mit Maria Becker, Karl Kuhlmann, Will Quadflieg, Gerd Brüdern und Heinz Woester
- 1969: Iphigenie auf Tauris – Produzent: HR; Regie: Ulrich Lauterbach, mit Elke Twiesselmann, Josef Vandegen, Günter Mack, Wolfgang Hinze und Werner Rundshagen
- 2006: Iphigenie auf Tauris – Produzent: MDR; Regie: Leonhard Koppelmann, mit Ulrike Krumbiegel, Hilmar Thate, Philipp Hochmair, Boris Aljinovic und Burghart Klaußner

## Transformationen
- Gerhart Hauptmann: Iphigenie in Delphi (1941)
- Rainer Werner Fassbinder: Iphigenie auf Tauris von Johann Wolfgang von Goethe (1968)
- Jochen Berg: Im Taurerland (1977)
- Volker Braun Iphigenie in Freiheit (1992)